# Giuseppe Verdi
Giuseppe Fortunino Francesco Verdi (wym. [dʒuˈzɛppe ˈverdi], ur. 10 października 1813 w Le Roncole koło Busseto, zm. 27 stycznia 1901 w Mediolanie) – włoski kompozytor romantyczny. Jeden z najwybitniejszych kompozytorów operowych w historii.

## Życiorys
Giuseppe Verdi urodził się w wiosce Le Roncole w okolicach Busseto w ówczesnym Księstwie Parmy i Piacenzy. Gdy Verdi był dzieckiem, rodzina przeprowadziła się do Busseto – to tam Verdi zaczął pobierać pierwsze, nieregularne lekcje muzyki od miejscowego organisty. Przyjacielem rodziny był miejscowy kupiec i miłośnik muzyki, Antonio Barezzi, który objął Verdiego mecenatem. W wieku 18 lat Verdi próbował dostać się na studia do konserwatorium w Mediolanie, jednak jego kandydatura została odrzucona z powodu niewłaściwej pozycji dłoni podczas grania oraz wieku. Dzięki wsparciu finansowemu Barezziego, Verdi nawiązał kontakty z muzykami La Scali: był obecny na występach oraz pobierał prywatne lekcje od klawesynisty, Vincenzo Lavigna.
W 1836 wrócił do Busseto, gdzie podjął pracę nauczyciela muzyki, tego samego roku ożenił się z córką swojego mentora, Margheritą Barezzi. Z tego związku urodziło się dwoje dzieci: Virginia (1837–1838) i Icilio (1838–1839). Z przyczyn finansowych Verdi zdecydował się ponownie przenieść się do Mediolanu. Po śmierci żony, w 1840 Verdi ukończył swoją drugą operę, Un giorno di regno, wystawioną w tym samym roku w La Scali.
W 1842 impresario La Scali, Bartolomeo Merelli przedstawił Verdiemu libretto Nabucco, do którego w krótkim czasie Verdi skomponował muzykę. Opera odniosła sukces przynosząc Verdiemu popularność, zaś chór z trzeciego aktu, Va, pensiero stał się nieoficjalnym hymnem Włoch. W tym samym roku Verdi poznał Giuseppinę Strepponi, z którą ożenił się w 1859.
W 1843 odbyła się premiera kolejnej opery Verdiego, I Lombardi alla Prima Crociata, która jednak została ocenzurowana ze względu na możliwą interpretację patriotyczną. Kolejne dzieła kompozytora, tworzone w latach 1843–1849 również były dobrze przyjmowane przez publikę. Szczególną popularnością cieszyły się Ernani (1844), I due foscari (1844), Macbet (1847), I Masnadieri (1847) oraz Luisa Miller (1849). W 1845 Verdi przeniósł się do Paryża. Dla tamtejszej Opery skomponował Jerusalem, będącą francuską adaptacją I Lombardi.
W 1851 kompozytor przeniósł się do miejscowości Villanova sull’Arda, gdzie skomponował kolejne utwory: Rigoletto (1851), Il Trovatore (1853) oraz La Traviata (1853). W 1861 Verdi zaangażował się w życie polityczne: został wybrany do parlamentu, zaś w 1874 został senatorem. W tym okresie skomponował trzy następne opery, do dziś cieszące się uznaniem: Moc przeznaczenia (1862), Don Carlos (1867) oraz najsłynniejszą z nich – Aidę (1871), zamówioną dwa lata wcześniej przez Ismaila Paszę, Kedywa Egiptu, na uroczyste otwarcie Kanału Sueskiego.
W wieku 74 lat, w roku 1887 Verdi skomponował Otella, zaś sześć lat później kompozytor napisał muzykę do swej ostatniej opery, Falstaff. Verdi nie był tylko kompozytorem operowym. Wykonywane są jego Kwartet smyczkowy z 1873 roku czy Requiem, które napisał w związku ze śmiercią Alessandro Manzoniego. W 1897 roku zmarła druga żona Verdiego. Po jej śmierci skomponował Quattro pezzi sacri: Ave Maria, Stabat Mater, Laudi alla Vergine oraz Te Deum (1898).
Zmarł 27 stycznia 1901 w hotelu „Grand Hotel” w Mediolanie, gdzie mieszkał zimą. Jego pogrzeb odbył się, zgodnie z jego wolą, bez honorów i bez muzyki. Miesiąc po śmierci ciała Verdiego i jego drugiej żony przy akompaniamencie Va, pensiero w wykonaniu chóru La Scali zostały złożone w kaplicy Casa di Riposo per Musicisti.
Był odznaczony we Włoszech Orderem Sabaudzkim Cywilnym, Orderem Świętych Maurycego i Łazarza V i I klasy oraz Orderem Korony Włoch II klasy, a także tureckim Orderem Medżydów III klasy, austro-węgierskimi Orderem Franciszka Józefa II klasy i Odznaką Honorową za Dzieła Sztuki i Umiejętności (9 lutego 1900), francuską Legią Honorową I i V klasy, rosyjskim Orderem Świętego Stanisława oraz pruskim cywilnym Pour le Mérite.

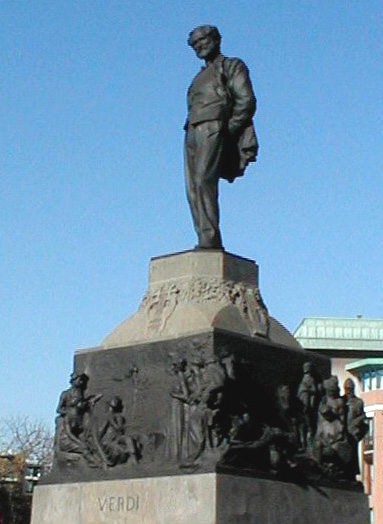
Pomnik Giuseppe Verdiego w Mediolanie

## Opery[12]
| Tytuł (tytuł włoski)                                                 | Libretto                                                                                               | Premiera             | Miejsce premiery                        | Uwagi                                                                                          |
| -------------------------------------------------------------------- | --- | -------------------- | --------------------------------------- | ---------------------------------------------------------------------------------------------- |
| Oberto (Oberto conte di San Bonifacio)                               | Antonio Piazza i Temistocle Solera                                                                     | 17 listopada 1839    | Mediolan, Teatro alla Scala             | pierwsze dzieło sceniczne kompozytora                                                          |
| Dzień królowania (Un giorno di regno, ossia Il finto Stanislao)      | Felice Romani                                                                                          | 5. Września 1840     | Mediolan, Teatro alla Scala             | edycja libretta przez Temistocle Solera                                                        |
| Nabucco                                                              | Temistocle Solera                                                                                      | 9 marca 1842         | Mediolan, Teatro alla Scala             |                                                                                                |
| Lombardczycy na pierwszej krucjacie (I Lombardi alla prima crociata) | Temistocle Solera                                                                                      | 11 lutego 1843       | Mediolan, Teatro alla Scala             |                                                                                                |
| Ernani                                                               | Francesco Maria Piave                                                                                  | 9 marca 1844         | Wenecja, Teatro La Fenice               |                                                                                                |
| Dwaj Foskariusze (I due Foscari)                                     | Francesco Maria Piave                                                                                  | 3 listopada 1844     | Rzym, Teatro Argentina                  |                                                                                                |
| Joanna d’Arc (Giovanna d’Arco)                                       | Temistocle Solera                                                                                      | 15 lutego 1845       | Mediolan, Teatro alla Scala             |                                                                                                |
| Alzira                                                               | Salvadore Cammarano                                                                                    | 12 sierpnia 1845     | Neapol, Teatro San Carlo                |                                                                                                |
| Attyla (Attila)                                                      | Temistocle Solera i Francesco Maria Piave                                                              | 17 marca 1846        | Wenecja, Teatro La Fenice               |                                                                                                |
| Makbet (Macbeth)                                                     | Francesco Maria Piave, dodatki do libretta Andrea Maffei                                               | 14 marca 1847        | Florencja, Teatro della Pergola         | nowa wersja 1865                                                                               |
| Zbójcy (I masnadieri)                                                | Andrea Maffei                                                                                          | 22 lipca 1847        | Londyn, Queen’s Theatre                 |                                                                                                |
| Jerusalem                                                            | Alphonse Royer i Gustave Vaëz                                                                          | 26 listopada 1847    | Paryż, Académie Royale de Musique       | przeróbka opery Lombardczycy na pierwszej krucjacie                                            |
| Korsarz (Il corsaro)                                                 | Francesco Maria Piave                                                                                  | 25 października 1848 | Triest, Teatro Grande                   |                                                                                                |
| Bitwa pod Legnano (La battaglia di Legnano)                          | Salvadore Cammarano                                                                                    | 27 stycznia 1849     | Rzym, Teatro Argentina                  |                                                                                                |
| Luisa Miller                                                         | Salvadore Cammarano                                                                                    | 8 grudnia 1849       | Neapol, Teatro San Carlo                |                                                                                                |
| Stiffelio                                                            | Francesco Maria Piave                                                                                  | 16 listopada 1850    | Triest, Teatro Grande                   | nowa wersja jako Aroldo 1857                                                                   |
| Rigoletto                                                            | Francesco Maria Piave                                                                                  | 11 marca 1851        | Wenecja, Teatro La Fenice               |                                                                                                |
| Trubadur (Il trovatore)                                              | Salvadore Cammarano                                                                                    | 19 stycznia 1853     | Rzym, Teatro Apollo                     |                                                                                                |
| Traviata (La traviata)                                               | Francesco Maria Piave                                                                                  | 6 marca 1853         | Wenecja, Teatro La Fenice               |                                                                                                |
| Nieszpory sycylijskie (Les vêpres siciliennes)                       | Eugène Scribe i Charles Duveyrier                                                                      | 13 czerwca 1855      | Paryż, Théatre Impérial de L’Opéra      |                                                                                                |
| Simon Boccanegra                                                     | Francesco Maria Piave, odnowiona przez Arrigo Boito                                                    | 12 marca 1857        | Wenecja, Teatro La Fenice               | druga wersja 1881                                                                              |
| Aroldo                                                               | | 16 sierpnia 1857     | Rimini, Teatro Nuovo                    | przeróbka Stiffelio                                                                            |
| Bal maskowy (Un ballo in maschera)                                   | Antonio Somma                                                                                          | 17 lutego 1859       | Rzym, Teatro Apollo                     |                                                                                                |
| Moc przeznaczenia (La forza del destino)                             | Francesco Maria Piave                                                                                  | 10 listopada 1862    | Sankt Petersburg, Cesarski Teatr Wielki | poprawiona wersja 1869                                                                         |
| Makbet (Macbeth)                                                     | | 21 kwietnia 1865     | Paryż, Théâtre-Lyrique                  | wersja druga, nowa wersja libretta w języku włoskim, premiera w tłumaczeniu na język francuski |
| Don Carlos                                                           | Joseph Méry i Camille du Locle                                                                         | 11 marca 1867        | Paryż, Opera Paryska                    | wersja francuska w pięciu aktach                                                               |
| Moc przeznaczenia (La forza del destino)                             | Antonio Ghislanzoni                                                                                    | 27 lutego 1869       | Mediolan, Teatro alla Scala             | wersja poprawiona                                                                              |
| Aida                                                                 | Antonio Ghislanzoni                                                                                    | 24 grudnia 1871      | Kair, Khedivial-Opera                   | skomponowana na otwarcie Kanału Sueskiego                                                      |
| Simon Boccanegra                                                     | Arrigo Boito                                                                                           | 24 marca 1881        | Mediolan, Teatro alla Scala             | druga wersja                                                                                   |
| Don Carlos                                                           | korekta libretta Camille du Locle, tłumaczenie na język włoski Achille de Lauzières i Angelo Zanardini | 10 stycznia 1884     | Mediolan, Teatro alla Scala             | wersja w czterech aktach                                                                       |
| Otello                                                               | Arrigo Boito                                                                                           | 5 lutego 1887        | Mediolan, Teatro alla Scala             |                                                                                                |
| Falstaff                                                             | Arrigo Boito                                                                                           | 9 lutego 1893        | Mediolan, Teatro alla Scala             |                                                                                                |